# Drosera kansaiensis
Drosera kansaiensis es una especie de planta carnívora perteneciente a la familia Droseraceae que es originaria de Japón.

## Taxonomía
Drosera kansaiensis fue descrita por Paul Debbert y publicado en Sendtnera 3: 101. 1996.
Etimología
Drosera: tanto su nombre científico –derivado del griego δρόσος [drosos]: "rocío, gotas de rocío"– como el nombre vulgar –rocío del sol, que deriva del latín ros solis: "rocío del sol"– hacen referencia a las brillantes gotas de mucílago que aparecen en el extremo de cada hoja, y que recuerdan al rocío de la mañana.
kansaiensis: epíteto